# Gargettiana nomo
Gargettiana nomo är en fjärilsart som beskrevs av Sergius G. Kiriakoff 1967. Gargettiana nomo ingår i släktet Gargettiana och familjen tandspinnare. Inga underarter finns listade i Catalogue of Life.